# Psychoda laticeps
Psychoda laticeps és una espècie d'insecte dípter pertanyent a la família dels psicòdids que es troba a Centreamèrica: Nicaragua i Costa Rica (incloent-hi la província de Guanacaste).